# جيري دونفي
جيري دونفي (بالإنجليزية: Jerry Dunphy)‏ هو صحفي أمريكي، ولد في 9 يونيو 1921 في ميلواكي في الولايات المتحدة، وتوفي في 20 مايو 2002 في لوس أنجلوس في الولايات المتحدة بسبب نوبة قلبية.

## وصلات خارجية
- جيري دونفي على موقع IMDb (الإنجليزية)
- جيري دونفي على موقع قاعدة بيانات الفيلم (الإنجليزية)